# Iniciativa exclusiva del presidente de la República de Chile
Iniciativa exclusiva del presidente de la República de Chile es la facultad privativa que recae en el Presidente para impulsar iniciativas de ley en ciertas materias fijadas en la Constitución Política de Chile. 

## Materias de iniciativa exclusiva
Al respecto, la carta fundamental señala que corresponderá al presidente la iniciativa exclusiva de un proyecto de ley que tengan por objeto: 
1. Alterar la división política o administrativa del país.
2. Regular la administración financiera o presupuestaria del Estado de Chile, incluyendo las modificaciones de la Ley de Presupuestos.
3. Fijar las normas sobre enajenación de bienes del Estado o de las municipalidades y sobre su arrendamiento o concesión.
4. Fijar las fuerzas de aire, mar y tierra que han de mantenerse en pie en tiempo de paz o de guerra, y las normas para permitir la entrada de tropas extranjeras en el territorio de la República, como, asimismo, la salida de tropas nacionales fuera de él.
5. Imponer, suprimir, reducir o condonar tributos de cualquier clase o naturaleza, establecer exenciones o modificar las existentes, y determinar su forma, proporcionalidad o progresión.
6. Crear nuevos servicios públicos o empleos rentados, sean fiscales, semifiscales, autónomos o de las empresas del Estado; suprimirlos y determinar sus funciones o atribuciones.
7. Contratar empréstitos o celebrar cualquiera otra clase de operaciones que puedan comprometer el crédito o la responsabilidad financiera del Estado, de las entidades semifiscales, autónomas, de los gobiernos regionales o de las municipalidades, y condonar, reducir o modificar obligaciones, intereses u otras cargas financieras de cualquier naturaleza establecidas en favor del Fisco o de los organismos o entidades referidos.
8. Fijar, modificar, conceder o aumentar remuneraciones, jubilaciones, pensiones, montepíos, rentas y cualquiera otra clase de emolumentos, préstamos o beneficios al personal en servicio o en retiro y a los beneficiarios de montepío, en su caso, de la Administración Pública y demás organismos y entidades anteriormente señalados, como asimismo fijar las remuneraciones mínimas de los trabajadores del sector privado, aumentar obligatoriamente sus remuneraciones y demás beneficios económicos o alterar las bases que sirvan para determinarlos; todo ello sin perjuicio de lo dispuesto en los números siguientes.
9. Establecer las modalidades y procedimientos de la negociación colectiva y determinar los casos en que no se podrá negociar.
10. Establecer o modificar las normas sobre seguridad social o que incidan en ella, tanto del sector público como del sector privado.

El Congreso Nacional solo podrá aceptar, disminuir o rechazar los servicios, empleos, emolumentos, préstamos, beneficios, gastos y demás iniciativas sobre la materia que proponga el presidente de la República.

## Sanción
Cualquier iniciativa que tenga origen en un órgano distinto del presidente de la República, como por ejemplo un miembro del Congreso Nacional de Chile será declarada inadmisible.